# Mieke Vogels
Maria Bertha Charlotte C. (Mieke) Vogels (Antwerpen, 20 april 1954) is een Belgisch politica voor Groen.

## Levensloop
Vogels is geboren in 1954 te Antwerpen. Via haar moeder, Els Crauwels, is ze een nicht van de gebroeders Crauwels, twee missionarissen die op nieuwjaarsdag 1962 omkwamen tijdens de Moordpartij van Kongolo.
In 1978 studeerde Vogels af aan de UIA als licentiate in de politieke en sociale wetenschappen. Ze behaalde ook een aggregaat hoger secundair onderwijs.
Vogels zat van 1985 tot 1989 in het Jeugdbeschermingscomité en zetelde in de provinciale jeugdraad, waardoor ze in de streekcommissie voor advies terechtkwam. Die hield zich vooral bezig met gewestplannen, waarop Vogels aan het Nationaal Hoger Instituut Bouwkunst en Stedebouw de bijzondere licentie in stedenbouw begon. Omdat dit door haar beroep moeilijk te combineren viel, maakte ze de opleiding niet af.
Vogels startte haar professionele carrière in 1979 als wetenschappelijk medewerkster bij het Centrum voor Rechtssociologie van de Ufsia. In 1984 ruilde ze deze job in voor een functie bij Volkshogeschool Elcker-Ik Antwerpen. Daar was ze tot 1985 vormingswerker met als focus de opvang van gehandicapten en jongeren in de jeugdbescherming.

### Politiek
Vogels was een aanhanger van Mei '68. In 1982 kwam ze bij de gemeenteraadsverkiezingen in Antwerpen op voor de lijst ELA (Ecologisch Links Alternatief). Nadat er niemand van die lijst verkozen werd, sloot ze zich enige jaren later aan bij de politieke formatie Agalev, waarvoor in Antwerpen in 1982 onder meer Harry Schram en Herman Van Dyck verkozen waren. Bij de verkiezingen in november 1985 bemachtigde Vogels een zetel in de Kamer van volksvertegenwoordigers, als lijsttrekker voor het kiesarrondissement Antwerpen. In 1986 deed ze tijdens een toespraak op de tribune van de Kamer een schort aan om aan te klagen dat de besparingen vooral vrouwen troffen. Van 1989 tot 1993 was ze er fractieleider van de Agalev-Ecolo-fractie.
In de periode december 1985-januari 1995 had ze als gevolg van het toen bestaande dubbelmandaat ook zitting in de Vlaamse Raad. De Vlaamse Raad was vanaf 21 oktober 1980 de opvolger van de Cultuurraad voor de Nederlandse Cultuurgemeenschap, die op 7 december 1971 werd geïnstalleerd, en was de voorloper van het huidige Vlaams Parlement. Van februari tot oktober 1988 zat ze er de AGALEV-fractie voor.
In oktober 1994 werd Vogels verkozen als gemeenteraadslid in Antwerpen. Ze kreeg er begin 1995 het schepenambt voor Ruimtelijke Ordening, Milieu, Groenbeleid, Afvalbeleid en Stadsreiniging. Omdat haar partij het cumuleren van politiek functies verbood, verliet ze in januari 1995 de Kamer. Ze bleef gemeenteraadslid en schepen van Antwerpen tot in juni 1999 en keerde toen terug naar de nationale politiek.
Bij de federale verkiezingen in juni 1999 was Vogels lijsttrekker van de Senaatslijst van Agalev en werd ze verkozen. Een maand later verliet Vogels alweer de Senaat om Vlaams minister van Welzijn, Gezondheid en Gelijke Kansen te worden. Ze stapte op als minister na de zware verkiezingsnederlaag van Agalev bij de federale parlementsverkiezingen van mei 2003 en werd opgevolgd door partijgenote Adelheid Byttebier. In oktober 2003 werd ze lector aan de Erasmushogeschool Brussel, hetgeen ze bleef tot in september 2005.
Bij de Vlaamse verkiezingen van 13 juni 2004 en 7 juni 2009 werd ze telkens verkozen tot Vlaams Parlementslid in de kieskring Antwerpen. Van november 2006 tot november 2007 zat ze in het Vlaams Parlement de Groen!-fractie voor. Ze zetelde daarnaast in de commissie Welzijn, Volksgezondheid en Gezin en was van 2009 tot 2012 secretaris en nadien van 2012 tot 2014 ondervoorzitter van de commissie Wonen, Energie en Stedelijk Beleid. Ze bleef lid van het Vlaams Parlement tot mei 2014. Op 22 mei 2013 werd ze in de plenaire vergadering van het Vlaams Parlement gehuldigd voor haar 20 jaar parlementair mandaat. Sinds 30 juni 2014 mag ze zich ere-Vlaams volksvertegenwoordiger noemen. Die eretitel werd haar toegekend door het Bureau (dagelijks bestuur) van het Vlaams Parlement. Van juli 2010 tot mei 2014 zetelde ze opnieuw in de Senaat als gemeenschapssenator, aangeduid door het Vlaams Parlement.
Van maart 2004 tot januari 2007 was ze OCMW-raadslid van Antwerpen. In oktober 2006 werd Vogels zowel voor de Antwerpse gemeenteraad als de Deurnse districtsraad verkozen, maar omdat ze vanaf 2007 maar in een van deze twee raden mocht zetelen, verkoos ze de zetel in Deurne boven die in de gemeenteraad. Ook in 2012 werd ze voor beide raden verkozen, maar toen nam ze zowel in Antwerpen als in Deurne haar zetel niet in.
In november 2007 werd ze in Gent als opvolgster van Vera Dua verkozen als voorzitter van Groen! (nu Groen). In oktober 2009 werd Vogels in die functie vervangen door Wouter Van Besien.
Bij de regionale verkiezingen van 25 mei 2014 stond ze niet meer op de lijst. Ze stond wel als lijstduwer op de lijst voor de Kamer van volksvertegenwoordigers voor de kieskring Antwerpen, maar werd niet verkozen. Voor de lokale verkiezingen in Antwerpen op 14 oktober 2018 stelde ze zich weer kandidaat, maar niet meer met het oogmerk om te zetelen. Bij de federale verkiezingen van juni 2024 werd ze lijstduwer van de Groen-lijst in Antwerpen, ter ondersteuning van haar partij. Ze raakte niet verkozen.
Sinds 2018 is ze voorzitster van GroenPlus, de ouderenwerking van Groen. Ze volgde in deze hoedanigheid Hugo Van Dienderen op.
Ze is de weduwe van de in 2021 overleden Willy De Winter, met wie ze twee dochters kreeg.

## Publicaties
- Vogels, M. en Geysels, J. (1993), Politieke Herbebossing. Notities voor de 21ste eeuw, Hadewijch
- Vogels, Mieke (2014). De rekening van de verzuiling. Lannoo. ISBN 9789401416788.

- Gemeinsame Normdatei: 1054970084
- International Standard Name Identifier: 0000 0000 2531 586X
- Library of Congress Control Number: n85102127
- Nederlandse Thesaurus van Auteursnamen: 070447446
- Virtual International Authority File: 58045955
- WorldCat: E39PBJpV4hkgPX3QPyghDwGCQq